# Sintagma (lingvistika)
Sintagma ili spoj riječi lingvistički je pojam koji označava sintaktičku jedinicu koja je sastavljena od najmanje dviju punoznačnih riječi između kojih postoji kakva gramatička povezanost. Jedna od riječi u sintagmi uvijek je glavna sastavnica sintagme, a ostale su riječi zavisne sastavnice. Zavisne sastavnice dopunjuju glavnu sastavnicu tako da dopunjuju njezino značenje.

## Primjeri i vrste gramatičkih veza među sastavnicama sintagmi
Neki od primjera su:  velik čovjek, grad Zagreb, tvoja kuća, jedan učenik... 
Ovo su bili primjeri sročnosti. Sročnost se još naziva i kongruencija. Sročnost je vrsta gramatičke veze među sastavnicama sintagme u kojoj se glavna i zavisna sastavnica podudaraju u rodu, broju i padežu. Glavna je sastavnica gotovo uvijek imenica, a zavisna bilo koja imenska riječ (imenica, pridjev, broj, zamjenica). U primjeru velik čovjek glavna je sastavnica imenica čovjek, a zavisna pridjev velik koji dopunjuje značenje glavne sastavnice. U primjeru grad Zagreb, glavna je sastavnica riječ Zagreb, a zavisna grad itd. Dobro je primijetiti da u primjeru velik čovjek zavinsa sastavnica ima ulogu pridjevnoga, tj. sročnoga atributa, a u primjeru grad Zagreb ulogu apozicije.
Postoje iznimke kada se glavna i zavisna sastavnica ne podudaraju u rodu ili broju ili i rodu i broju, ali se uvijek moraju podudarati u padežu (npr. selo Bošnjaci, neslaganje u rodu i broju; plaža Žnjan, neslaganje u rodu).
Zatim imamo sljedeće primjere: pjevati pjesmu, igrati nogomet, lutati poljem, kap kiše...
Ovo su pak bili primjeri upravljanja ili rekcije. To je vrsta gramatičke veze među sastavnicama sintagme u kojoj glavna sastavnica određuje oblik zavisne, tj. upravlja njezinim gramatičkim obilježjima. Glavna je sastavnica najčešće glagol, no ulogu glavne sastavnice mogu imati i imenice, pridjevi, brojevi i prilozi. U primjeru pjevati pjesmu glavna je sastavnica glagol pjevati, a zavisna imenica pjesma u akuzativu jednine. Zavisna sastavnica ima ulogu objekta. U primjeru lutati poljem glavna je sastavnica lutati, a zavisna poljem te zavisna sastavnica ima ulogu priložne oznake. U primjeru kap kiše zavisna sastavnica ima ulogu imenskoga, tj. nesročnoga atributa.
Postoje dvije vrste upravljanja  – jako i slabo. Pri jakome upravljanju zavisna sastavnica ne može se zamijeniti nijednim drugim oblikom (npr. kaže se čitati knjigu, a nikako se ne može reći čitati knjigom, čitati knjizi i sl.). Pri slabome upravljanju zavisna sastavnica može se zamijeniti drugim oblikom (npr. šetati se nasipom može se reći i šetati se uz nasip ili šetati se po nasipu).
Sljedeći su primjeri: nestrpljivo čekati, putovati tamo, željeti putovati, voziti pričajući...
Ovo su bili primjeri pridruživanja. Iako definicija sintagme kaže da između sastavnica sintagme postoji nekakva gramatička veza, ona zapravo kod pridruživanja ne postoji. U ovakvim je sintagmama glavna sastavnica uvijek glagol, a zavisna može biti prilog, glagol u infinitivu ili glagolski prilog sadašnji i glagolski prilog prošli. U primjeru nestrpljivo čekati glavna je sastavnica čekati, a zavisna prilog nestrpljivo.

## Vrste sintagmi s obzirom na službu zavisne sastavnice
Postoje tri vrste sintagmi s obzirom na službu, tj. funkciju zavisne sastavnice, a to su odredbene (atributne), dopunske (objektne) i okolnosne (adverbijalne) sintagme. 
Odredbena sintagma sintagma je u kojoj zavisna sastavnica pobliže opisuje ili određuje glavnu te ima službu njezina atributa ili apozicije. Najčešće nastaje sročnošću (npr. sunčan dan) ili upravljanjem (kap kiše).
Dopunska sintagma sintagma je u kojoj zavisna sastavnica dopunjuje glavnu označavajući predmet radnje, tj. objekt (npr. pjevati pjesmu, igrati košarku, zahvaljujem ti). Uvijek nastaje upravljanjem.
Okolnosna sintagma sintagma je u kojoj zavisna sastavnica dopunjuje glavnu označavajući okolnost vršenja glagolske radnje. Može biti rezultat pridruživanja (pjevati lijepo) ili upravljanja (ljetovati u Šibeniku).